# San Ramón, Ángel Albino Corzo
San Ramón är en ort i Mexiko.   Den ligger i kommunen Ángel Albino Corzo och delstaten Chiapas, i den sydöstra delen av landet, 800 km sydost om huvudstaden Mexico City. San Ramón ligger 835 meter över havet och antalet invånare är 244.
Terrängen runt San Ramón är kuperad österut, men västerut är den bergig. San Ramón ligger nere i en dal. Runt San Ramón är det ganska glesbefolkat, med 28 invånare per kvadratkilometer. Närmaste större samhälle är Nueva Palestina, 7,3 km öster om San Ramón. I omgivningarna runt San Ramón växer i huvudsak städsegrön lövskog.